# 道家斉一郎

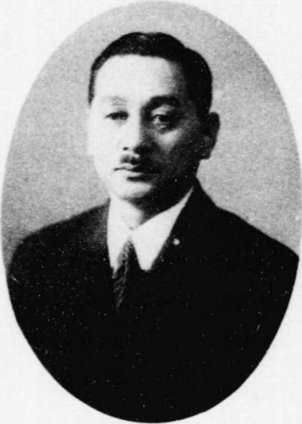
道家斉一郎

道家 斉一郎（どうけ せいいちろう、1888年（明治21年）6月13日 - 1942年（昭和17年）3月28日）は、経済学者、専修大学総長、衆議院議員。

## 経歴
貴族院議員・農商務官僚道家斉の長男として東京市に生まれる。1915年（大正4年）、京都帝国大学法科大学政治科を卒業。1922年（大正11年）より久原鉱業株式会社参事を務め、また専修大学・日本大学・中央大学で講師として統計学・経済学・労働問題などを講義した。1923年（大正12年）、久原鉱業を退社して、帝都復興院参事に任命された。翌年には東京市の主事となり、1929年（昭和4年）に辞職するまでの間、統計課長、文書課長、電気局労働課長を歴任した。
1928年（昭和5年）に専修大学の評議員となり、翌年には教授・常務理事となった。経済学部長を経て、1939年（昭和14年）には学長に選出され、1941年（昭和16年）には総長に選出された。
その間、1937年（昭和12年）に東京市会議員選挙に当選し、市参事会員にも選ばれた。直後の第20回衆議院議員総選挙でも当選を果たした。
その他に大日本体育協会理事、日本カヌー協会会長なども務めた。

## 著書
- 『新経済学（生産論）』（自彊館書店、1927年）
- 『参考統計学』（巌松堂書店、1928年）
- 『売春婦論考 売笑の沿革と現状』（史誌出版社、1928年）
- 『欧米女見物』（白鳳社、1930年）
- 『財界の統計的観測』（白鳳社、1932年）
- 『統計経済学』（栗田書房、1942年）